# I. Maszúd gaznavida szultán
Abu Szaíd Maszúd ibn Mahmúd al-Gaznavi (arab írással أبو سعيد مسعود بن محمود الغزنوي, tudományos átiratban Abū Saʿīd Masʿūd ibn Maḥmūd al-Ġaznawī), uralkodói nevén Siháb ad-Daula (arabul شهاب الدولة, átiratban Šihāb ad-Dawla) és Dzsamál al-Milla (جمال الملة, Ǧamāl ad-Dawla; 998 – Máríkala, 1041 eleje) gaznavida szultán volt (uralkodott 1030 októberétől haláláig).

## Útja a trónig
Maszúd a hódításairól ismert Mahmúd al-Gaznavi első fiúgyermekeként jött világra apja trónra lépésének évében, 998-ban. 1014/1015 folyamán apja trónörökössé nyilvánította és Herát kormányzójává nevezte ki, amely minőségben 1020-ban hadjáratot vezetett a pogány Gúr vidéke ellen, a mai Afganisztánban. 1029-ben, a dzsibáli térség meghódítása során ő vezette apja nyugati, Hamadán és Iszfahán térségébe indított hadjáratait. Mielőtt Mahmúd 1030 áprilisában meghalt, váratlanul Maszúd tapasztalatlan öccsét, Muhammadot jelölte ki örököséül, így apjához hasonlóan Maszúdnak is fegyverrel kellett elragadnia a trónt fivérétől, akit októberben legyőzött, megvakíttatott és a fővárosban, Gaznában vett őrizetbe.

## Uralkodása

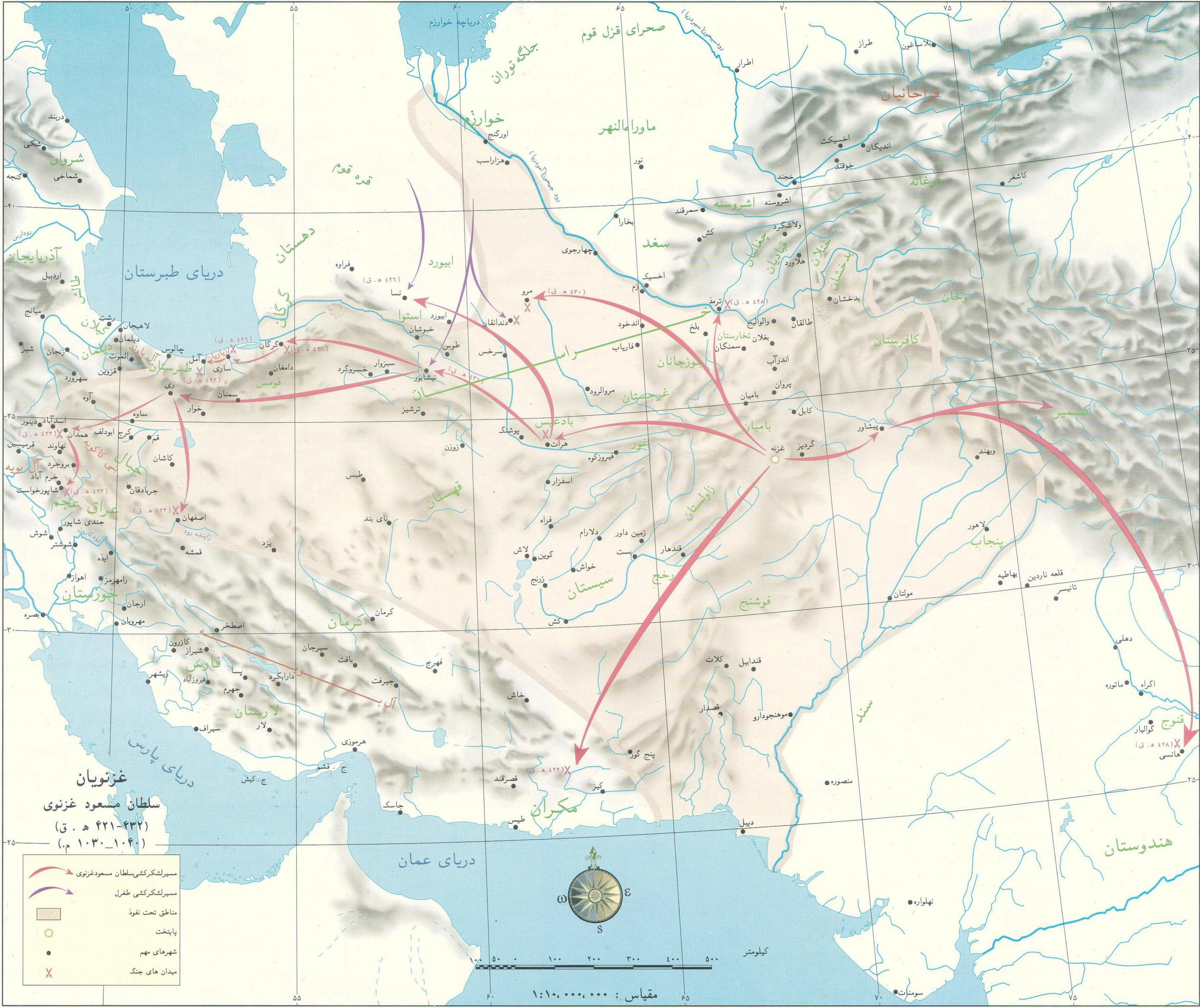
Maszúd birodalmának és hadjáratainak térképe

Maszúd igyekezett hódító apja nyomdokain járva haladni, és bár komoly személyes bátorságról tett tanúbizonyságot, összességében nem bizonyult apjához hasonló tehetségnek. 1031-ben sikeresen avatkozott a makráni hűbéres fejedelemség trónviszályába, 1032–33 során pedig Kasmírba vezetett rablóportyát. Az indiai portyáknak azonban egy időre vége szakadt, mert a lahori helyőrség muszlim török parancsnoka, Ahmad Ínáltigin fellázadt, és a leverésére küldött, egyébként a hindu Tilak vezette hadsereg csak 1035-ben ért el sikert. 1036-tól aztán a szultán ismét személyes hadjáratokat vezetett az indiai területekre, nagy bátorságról téve tanúbizonyságot Hánszi várának ostrománál (1037).
Míg a keleti portyákkal foglalkozott, az iráni térség megtartására kisebb figyelmet tudott fordítani. Az apja által alig két évtizede meghódított Hvárezm 1032-től kezdődően kicsúszott a kezéből, és egyre több, a Szeldzsuk család vezette oguz török betörést szenvedtek el a horászáni határvidékek. 1033-ban megpróbálta elragadni Kermánt a buvajhida Abu Kálídzsár Marzbántól, de három év után hadait kiverték a tartományból. Gorgán és Tabarisztán vazallus fejedelme is két évig késlekedett az adóval, mire 1035-ben újra Maszúd hűségére sikerült kényszeríteni.
Maszúd uralkodásának második felében megszaporodtak a szeldzsuk betörések Horászánba, és a szultán csapatainál sokkal mobilabb nomádok többször legyőzték az ellenük küldött seregeket, míg a gaznavida erők zöme Indiában hadakozott. 1038–1039 során még Nisápurt és Balhot is meg tudták szállni egy időre. Az uralkodó végül úgy döntött, hogy személyesen számol le velük, ám a Merv és Szarahsz között vívott dandánkáni csatában megsemmisítő vereséget szenvedett 1040 májusában. Maszúd birodalma a csapástól az összeomlás szélére került: ő maga Gaznába menekült, miközben az oguzok elárasztották Horászánt és a nyugatabbi területeket. Attól tartva, hogy a szeldzsukok Afganisztán felé is előrenyomulnak, a szultán serege maradékaival India felé vonult, ám miközben átkelt az Induson, a máríkalai helyőrség fellázadt ellene és megölték. A hadsereg vak és bebörtönzött öccsét emelte ismét trónra, de rövidesen Maszúd fia, Maudúd szerezte meg a hatalmat. A későbbiekben három másik fia, Ali, Farruhzád és Ibráhím is hatalomra jutott.